# Blythburgh
Blythburgh – wieś w Anglii, w hrabstwie Suffolk. Leży 42 km na północny wschód od miasta Ipswich i 149 km na północny wschód od Londynu.